# فينس باك
فينس باك (بالإنجليزية: Vince Buck)‏ هو لاعب كرة قدم أمريكية أمريكي، ولد في 12 يناير 1968 في أوينسبورو في الولايات المتحدة.

## وصلات خارجية
- فينس باك على موقع مرجع كرة القدم المحترفة.كوم (الإنجليزية)